# Lijst van beelden in Helmond
Dit is een (onvolledige) chronologische lijst van beelden in Helmond. Onder een beeld wordt hier verstaan elk driedimensionaal kunstwerk in de openbare ruimte van de Nederlandse gemeente Helmond, waarbij beeld wordt gebruikt als verzamelbegrip voor sculpturen, standbeelden, installaties, gedenktekens en overige beeldhouwwerken.
Voor een volledig overzicht van de beschikbare afbeeldingen zie de categorie Beelden in Helmond op Wikimedia Commons.
| Geplaatst   | Omschrijving                                       | Kunstenaar                        | Straat                                              | Plaats                | Materiaal                      | Afbeelding                      |
| ----------- | -------------------------------------------------- | --------------------------------- | --------------------------------------------------- | --------------------- | ------------------------------ | ------------------------------- |
| 1910        | Wapensteen (Pand werd in 2019 afgebroken)          |                                   | Ameidestraat                                        | Helmond (Centrum)     |                                | Wapensteen 1574                 |
| 1926        | Mgr Petrus Noyen                                   | Edward Deckers                    | Kerkstraat                                          | Helmond (Centrum)     | brons / hardsteen              | Petrus Noyen                    |
| 1931        | Maria met kindje Jezus                             | onbekend                          | Molenstraat                                         | Helmond               | hardsteen                      | Maria met kindje Jezus          |
| 1932        | Maria                                              |                                   | Prins Karelstraat                                   | Helmond               | steen                          |                                 |
| 1932        | Jozef en kind Jezus                                |                                   | Prins Karelstraat                                   | Helmond               | steen                          |                                 |
|             | Sint-Lambertus                                     |                                   | Kerkstraat                                          | Helmond (Centrum)     |                                | Sint-Lambertus in toren         |
|             | Maria met Kindje Jezus                             | Piet Panhuizen                    | Julianalaan                                         | Helmond               | mozaïek                        | Maria                           |
| 1940?       | Sint Leonardus                                     |                                   | Wethouder Ebbenlaan                                 | Helmond               |                                | Leonardus                       |
| 1941        | Post (muurreliëf)                                  | Jan Havermans                     | Marktstraat                                         | Helmond (Centrum)     | steen                          | Post                            |
| 1950        | Maria Goretti (muurreliëf)                         | Albert Verschuuren                | 1e Haagstraat 89-111                                | Helmond               | steen                          | Maria Goretti                   |
| 1954        | Madonna met Kind                                   | Hein van den Boomen               | Hoofdstraat (school)                                | Helmond (Mierlo-Hout) | mozaïek                        | Madonna met Kind                |
| 1955        | Aglaia // La Nymphe                                | Aristide Maillol                  | Frans-Joseph van Thielpark / Boscotondehal          | Helmond (Centrum)     | brons                          | Aglaia / La Nymphe (1900)       |
| 1955        | De herderin Bernadette                             | Piet Schoenmakers                 | Azalealaan                                          | Helmond (Oost)        | keramiek                       | Bernadette                      |
|             | (relief muur)                                      |                                   | Bachlaan                                            | Helmond               | steen                          |                                 |
| 1955        | Troost                                             | Frans Verhaak                     | Bij Ziekenhuis                                      | Helmond               | brons                          | Troost                          |
| 1957        | Kind en Dieren (reliëf)                            | Hein van den Boomen               | Slegersstraat 2a (school)                           | Helmond (Mierlo-Hout) |                                | Kind en Dieren                  |
| 1957        | Barmhartige Samaritaan                             | Frans Verhaak                     | Bij Ziekenhuis                                      | Helmond               | steen                          | Barmhartige Samaritaan          |
|             | (Sint-Trudo) ?                                     |                                   | Sint Trudostraat                                    | Helmond (Stiphout)    |                                |                                 |
| 1958        | Anker                                              | Frans van Eekeren                 | Marterstraat                                        | Helmond               | marmer / brons                 | Anker                           |
| 1959        | Bevrijdingsmonument                                | Niel Steenbergen                  | Hortensiapark                                       | Helmond (Oost)        | brons                          | Joris met de draak              |
| 1960        | Arbeidster in Haspelarij                           | Cephas Stauthamer                 | Kasteelplein, tuin Kasteel Helmond                  | Helmond (Centrum)     | brons                          | Arbeidster in Haspelarij        |
| 1960        | 2 In een Badstoel                                  | Wessel Couzijn                    | Warande park                                        | Helmond               | kalksteen                      | 2 in een Badstoel               |
| 1961        | Icarus                                             | Wander Bertoni                    | Kasteelplein / De Wiel                              | Helmond (Centrum)     | roestvrijstaal                 | Icarus                          |
| 1961        | Kraanvogel                                         | Theresia van der Pant             | Kasteelplein, tuin Kasteel Helmond                  | Helmond (Centrum)     | brons                          | Kraanvogel                      |
| 1963        | Kerstroos op Jesse's Stam                          | Theo van Amstel                   | Sperwerstraat, Bethlehemkerk                        | Helmond               | staal                          | Kerstroos                       |
| 1965        | Boom met twee Vogels                               | Gerard Princée                    | Bachlaan                                            | Helmond               | beton                          |                                 |
| 1969        | Beat Meisje                                        | Lidi van Mourik Broekman          | Schubertlaan                                        | Helmond               | brons                          | Beat Meisje                     |
| 1971        | Wieken                                             | Piet Schoenmakers                 | Hortensialaan                                       | Helmond (Oost)        | klei                           | Wieken                          |
| 1971        | Van Onrust naar Rust                               | Toon Slegers                      | Zuid Koninginnewal                                  | Helmond (Centrum)     | brons                          | Van Onrust naar Rust            |
| 1973        | Sculptuur                                          | Bert Loerakker / Hans Kuys        | Hobostraat                                          | Helmond (Noord)       | metaal                         | Sculptuur                       |
| 1978        | Vogel                                              | Henk Groenhuis                    | Wilhelminalaan                                      | Helmond               | brons                          | Vogel                           |
| 1978        | Schietspoel                                        | Herman Mens                       | Havenplein                                          | Helmond (Centrum)     | hout                           | Schietspoel                     |
| 1979        | De Speelman                                        | Gerard Engels                     | Veestraat                                           | Helmond (Centrum)     | Iroko hout                     | De Speelman                     |
| 1980        | (zonder titel)                                     | Eugène Dodeigne                   | Weg op den Heuvel                                   | Helmond (Centrum)     | steen van Soignis              | Eugène Dodeigne                 |
|             | Daar is de Zon                                     | Wilfried Jacops                   | Ketsegangske                                        | Helmond (Centrum)     | marmer                         | Daar is de zon                  |
| 1981        | De Ontmoeting                                      | Peter Erftemeijer                 | Ameidestraat                                        | Helmond (Centrum)     | brons                          | De Ontmoeting                   |
| 1981        | Vrouwelijk Naakt                                   | Rien Derks                        | Kasteelplein, tuin Kasteel Helmond                  | Helmond (Centrum)     | brons                          | Vrouwelijk Naakt                |
| 1981        | Pas de Deux                                        | Etienne Desmet                    | Kasteelplein, tuin Kasteel Helmond                  | Helmond (Centrum)     | brons                          | Pas de Deux                     |
| 1981        | (zonder titel)                                     | André Volten                      | Kasteelplein, tuin Kasteel Helmond                  | Helmond (Centrum)     | Gneis                          | André Volten                    |
| 1982        | Beljonproject (Stenen tuin) -Tien stenen objecten  | Joop Beljon                       | Rederijkersplantsoen                                | Helmond               | baksteen                       | Beljonprojekt1 · Beljonprojekt2 |
| 1982        | De twaalf Apostelen                                | Hans van Eert                     | Mierloseweg / Calsstraat                            | Helmond Mierlo-Hout   | graniet                        | De twaalf Apostelen             |
| 1982        | De Zak                                             | Wim Lemmen                        | Nachtegaallaan                                      | Helmond (Noord)       | Franse kalksteen               | De Zak                          |
| 1982 / 2009 | De Putter                                          | Willem van der Velden             | Prins Bernardlaan / Emmastraat                      | Helmond               | brons                          | De Putter                       |
| 1982        | Vrouwelijk Naakt                                   | Saskia Pfaeltzer                  | Veestraat                                           | Helmond (Centrum)     | brons                          | Vrouwelijk Naakt                |
| 1982        | (zonder titel)                                     | Eugène Dodeigne                   | Kasteelplein, tuin Kasteel Helmond                  | Helmond (Centrum)     | Carrara marmer                 | Eugène Dodeigne                 |
| 1982        | Vrouwelijk Naakt 2                                 | Rien Derks                        | Veestraat                                           | Helmond (Centrum)     | brons                          | Vrouwelijk Naakt 2              |
| 1983        | Haan                                               |                                   | Binnen Parallelweg                                  | Helmond (Centrum)     | brons                          | Haan                            |
| 1983        | zonder titel (fontein)                             | Jan van Eyl                       | Willemprinzenstraat / Dijksestraat                  | Helmond               | plaatkoper / beton             | Fontein                         |
| 1983        | Pyramide / Wachtende uil                           | Joep Coppens                      | Groningenhof / Frieslandpad                         | Helmond (Rijpelberg)  | brons                          | Pyramide                        |
| 1983        | Obelisk                                            | Gemeente Helmond                  | Weg door de Rijpel                                  | Helmond (Rijpelberg)  | beton / mozaïek                | Obelisk                         |
| 1984        | Brouwhaas                                          | Ellen Welten                      | Peeleik / Bruhezerweg                               | Helmond (Brouwhuis)   | brons                          | Brouwhaas                       |
| 1984 ?      | 't Gasthuis                                        |                                   | Penningstraat                                       | Helmond (Centrum)     | beton                          | Gasthuis                        |
| 1984        | Weversknoop                                        | Wim Lemmen                        | Ameidewal                                           | Helmond (Centrum)     | hardsteen                      | Weversknoop                     |
|             | Naakt                                              | Wim Lemmen                        | Ameidewal                                           | Helmond (Centrum)     |                                | Naakt                           |
| 1984        |                                                    | Joep Coppens                      | Anna van Eekerenstraat                              | Helmond               | brons                          |                                 |
| 1984        | Zittend Vrouwtje                                   | Hein Vree                         | De Middenloop / park                                | Helmond (Brouwhuis)   | brons                          | Zittend Vrouwtje                |
| 1985        | De Duim                                            | Wim Lemmen                        | Oude Aa                                             | Helmond (Centrum)     | brons                          | De Duim                         |
| 1985        | Levenspad                                          | Broeder Hubertus                  | Braaksestraat                                       | Helmond               |                                | Levenspad                       |
| 1986        | Brandweermannen                                    | Toine Manders / Harrie van Beek   | Deurneseweg                                         | Helmond (Oost)        | brons                          | Brandweermannen                 |
| 1986        | De Kat                                             | Bart Welten                       | Vondellaan                                          | Helmond               | brons                          | De Kat                          |
| 1986        | Voetballende Kinderen(1966)                        | Jac Bombeeck                      | Wilhelminalaan                                      | Helmond               | beton                          | Voetballende kinderen           |
| 1986        | Pijlstaart II                                      | Joep Coppens                      | Markt                                               | Helmond (Centrum)     | brons                          | Pijlstaart2                     |
| 1986        | Spurriezeier met Vrouw                             | Rieky Wijsbek                     | Dorpsstraat                                         | Helmond (Stiphout)    | brons                          | Spurriezeier met Vrouw          |
| 1987        | Meisje met Haan                                    | Tineke Bot                        | Jan van Goyenlaan                                   | Helmond (Noord)       | brons                          | Meisje met haan                 |
| 1987        | Paard                                              | Harry Storms                      | Smalle Haven                                        | Helmond (Centrum)     | brons                          | Paard                           |
| 1987        | La Gargouille                                      | Bastiaan de Groot                 | Groenstraat                                         | Helmond (Centrum)     | marmer                         | La Gargouille                   |
| 1987        | Fluitiste                                          | Guus Keser                        | Noordeinde                                          | Helmond               | brons                          | Fluitiste                       |
| 1987        | La Gracieuse                                       | Bastiaan de Groot                 | Groenstraat                                         | Helmond (Centrum)     | marmer                         | La Gracieuse                    |
| 1987        | Zonnesteen                                         | Jan Naus                          | De Middenloop                                       | Helmond Brouwhuis     | Noorse steen                   | Zonnesteen                      |
| 1987        | Ruiter te Paard                                    | Peter Erftemeijer                 | Mierloseweg                                         | Helmond               | brons                          | Ruiter te Paard                 |
| 1988        | Lythos                                             | Wim Lemmen                        | Kanaaldijk N.O.                                     | Helmond (Centrum)     | carrara bianca                 | Lythos                          |
| 1988        | Vrouw 1                                            | John de Bont                      | Lithoyenseweg                                       | Helmond               | vert de Viane                  | Vrouw 1                         |
| 1988        | Keizerin Maria                                     | Rieky Wijsbek                     | Oude Huys                                           | Helmond               | brons                          | Keizerin Maria                  |
| 1988        | Anna-Claire                                        | Tineke Bot                        | Markt                                               | Helmond (Centrum)     | brons                          | Anna-Claire                     |
| 1989        | De drie Wieven                                     | Olly van Abbe                     | Dennerode / Sparrerode                              | Helmond (Rijpelberg)  | brons                          | De drie Wieven                  |
| 1990        | Vier Meiden                                        | Karin Beek                        | Arbergstraat                                        | Helmond               | brons                          | Vier meiden                     |
|             | Zimara                                             | Joep Coppens                      | Beursplein                                          | Helmond (Centrum)     | brons                          | Zimara                          |
| 1991        | De Planeten                                        | Jos Boetzkes                      | Venuslaan                                           | Helmond (Noord)       | polyester                      | De Planeten                     |
| 1991        | Plaquette Ketsegangske                             | Elisabeth Müller                  | Ketsegangske                                        | Helmond (Centrum)     | brons                          | Plaquette                       |
| 1991        | De Mens                                            | Gloria Pecego                     | Europaweg                                           | Helmond               | brons                          | De Mens                         |
| 1991        | Lopende Man                                        | Peter Erftemeijer                 | Kasteelplein                                        | Helmond (Centrum)     | brons                          | Lopende Man                     |
| 1992        | Het Wapen van Stiphout                             | Toon Grassens                     | Dorpsstraat / Van der Weidenstraat                  | Helmond (Stiphout)    | brons                          | Het Wapen van Stiphout          |
| 1992        | Jupiter met maan Callisto                          | Ab Koelman                        | Callistopad                                         | Helmond (Noord)       | hout                           | Jupiter met maan Callisto       |
| 1992        | Omarming                                           | Wim Lemmen                        | Ameidewal                                           | Helmond (Centrum)     | Eranse kalksteen               | Omarming                        |
| 1992        | Vrouwelijk naakt                                   | Wim Lemmen                        | Ameidewal                                           | Helmond (Centrum)     | travertin                      | Vrouwelijk naakt                |
| 1992        | Wolkenjager                                        | Saskia Pfaeltzer                  | Markt                                               | Helmond (Centrum)     | brons                          | Wolkenjager                     |
| 1992        | Omarming                                           | Theo van Dam                      | Noord Koninginnewal                                 | Helmond (Centrum)     | brons                          | Omarming                        |
| 1992        | Vrouw op Stoel                                     | Peter Erftemeijer                 | Ketsegangske                                        | Helmond (Centrum)     | brons                          | Vrouw op stoel                  |
| 1992        | Meisje met Hond                                    | Evert den Hartog                  | Trompstraat / Van Speyklaan                         | Helmond (Oost)        | brons                          | Meisje met hond                 |
| 1992        | Straatbeeld                                        | Hans Baten                        | Ketsegangske (op een dak)                           | Helmond (Centrum)     | chamotte                       | Straatbeeld                     |
| 1992        | (zonder titel)                                     | Margot Zanstra                    | Deurneseweg                                         | Helmond (Rijpelberg)  | staal                          | Margot Zanstra                  |
| 1992        | Fotografe                                          | Judith Braun                      | Ketsegangske                                        | Helmond (Centrum)     | brons                          | Fotografe                       |
|             | Der Tanz                                           | Dasha Stransky                    | Markt                                               | Helmond (Centrum)     | brons                          | Der Tanz                        |
| 1993        | De Parmantige                                      | Evert den Hartog                  | Gheinspark                                          | Helmond               | brons                          | De Parmantige                   |
|             | Uitzicht II                                        | Hans Baten                        | Havenweg                                            | Helmond (Centrum)     | chamotte                       | Uitzicht2                       |
| 1993        | Vogel                                              | Evert den Hartog                  | Kortenaerstraat                                     | Helmond (Oost)        | brons                          | Vogel                           |
|             | De Dans                                            | Peter Erftemeijer                 | Ameidestraat                                        | Helmond (Centrum)     | brons                          | De Dans                         |
| 1993        | (zonder titel)                                     | Lambert Zijlmans                  | Molenstraat (Bij Jan van Brabant College)           | Helmond               |                                | zonder titel                    |
| 1994        | Winkelende Dames                                   | Gerard Brouwer                    | Markt                                               | Helmond (Centrum)     | brons                          | Winkelende Dames                |
|             | Stadspenning                                       | Jos Reniers                       | Kasteelplein, tuin Kasteel Helmond                  | Helmond (Centrum)     | staal                          | Stadspenning                    |
| 1995        | De Kluppel                                         | Wim Lemmen                        | Hoofdstraat                                         | Helmond Mierlo-Hout   | brons                          | De Kluppel                      |
|             | (sculptuur achter Eeuwsels)                        |                                   | Nieuwveld                                           | Helmond (Noord)       |                                |                                 |
| 1995        | De Stier                                           | Marti de Greef                    | Oude Aa                                             | Helmond (Centrum)     | brons                          | De Stier                        |
| 1995 ?      | Trias                                              |                                   | Stationsstraat                                      | Helmond (Centrum)     |                                | Trias                           |
|             | De Rots                                            | Sjeng Caris                       | De Wiel                                             | Helmond (Centrum)     | brons                          | De Rots                         |
| 1997        | Chakra                                             | Joep Coppens                      | Bouvignehof                                         | Helmond (Rijpelberg)  | brons                          | Chakra                          |
| 1997        | Zuil                                               | Piet Berghs                       | Groenstraat                                         | Helmond (Centrum)     | vlaamse steen / Carrara marmer | Zuil                            |
| 1998        | Skywing                                            | Henk van Bennekum                 | Fokkerlaan                                          | Helmond (Oost)        | metaal                         | Skywing                         |
| 1998        | De Zeven Snippen                                   | Evert den Hartog                  | Weg op den Heuvel                                   | Helmond (Centrum)     | brons                          | De Zeven Snippen                |
| 1998        | Duogonaal                                          | Willem van der Velden             | President Rooseveltlaan                             | Helmond               | staal en brons                 | Duogonaal /Het draait om mensen |
| 1998        | Vrouw in Balans                                    | Peter Erftemeijer                 | Marktstraat                                         | Helmond (Centrum)     | brons                          | Vrouw in balans                 |
| 1998        | De grote Gevleugelde                               | Tine van de Weyer                 | Warande park                                        | Helmond               | metaal                         | De grote Gevleugelde            |
| 1998        | Mythologie en Religie II                           | Johan Claassen                    | Oude Aa                                             | Helmond (Centrum)     | brons                          | Mythologie en Religie2          |
| 1998        | Parc Bruxelles (Stonehenge)                        | Frank van Donselaar               | Groenstraat                                         | Helmond (Centrum)     | indias Porfier                 | Parc Bruxelles                  |
| 1998        | Tree of Learning                                   | Jan Goossen                       | Markesingel                                         | Helmond (Brandevoort  | rvs                            | tree of Learning                |
|             | Profiel                                            | Pépé Grégoire                     | Markt                                               | Helmond (Centrum)     | brons                          | Profiel                         |
| 1999        | De Toekomst                                        | Gidy Knoors                       | Kerkstraat                                          | Helmond (Centrum)     | brons                          | De Toekomst                     |
| 2000        | De Acrobaat                                        | Saskia Pfaeltzer                  | Koninginnewal-Zuid                                  | Helmond (Centrum)     | brons                          | De Acrobaat                     |
| 2000        | De Vendelier                                       | Guillaume Luijten                 | Schutsboom                                          | Helmond (Brandevoort) | staal                          | Vendelier                       |
| 2000        | Granieten Tapijt                                   | Egon Kuchlein                     | Dierdonklaan                                        | Helmond (Dierdonk)    | brons                          | Granieten Tapijt                |
| 2000        | Aparicion                                          | Anneke Schollaardt                | Warande park                                        | Helmond               | staal en rood koper            | Aparicion                       |
| 2000        | Vogels in de Vlucht                                | Toon Slegers                      | Kasteel Noord                                       | Helmond               | brons                          | Vogels in de vlucht             |
| 2000        | Alleen                                             | Saskia Vermeesch                  | Warande park                                        | Helmond               | brons                          | Alleen                          |
| 2000        | Turnster                                           | Jan Kortsen                       | Hoofdstraat                                         | Helmond (Mierlo-Hout) | brons                          | Turnster                        |
| 2000        | Gesprek tussen pomp en bezoeker                    | Jan Hein van Melis                | Tussen Catharina Berthoutlaan en Ten Sneppenscoet   | Helmond (Mierlo-Hout) | steen / brons                  | Gesprek tussen pomp en bezoeker |
| 2001        | Ellips                                             | Jan Verschoor                     | Markt                                               | Helmond (Centrum)     | brons                          | Ellips                          |
| 2001        | Telecommunicatie                                   | Willem van der Velden             | Schootensedreef / Gasthuisstraat                    | Helmond               | brons / ijzer                  | Telecommunicatie                |
| 2001        | Alberi                                             | Roberto Barni                     | Frans Joseph van Thielpark                          | Helmond (Centrum)     | brons                          | Alberi                          |
| 2002        | (zonder titel)                                     | Daniel Fauville                   | Prins Clausplein                                    | Helmond (Centrum)     | staal                          | Daniel Fauville                 |
| 2002        | Jan en z'n Maat                                    | Marianne Vereijken                | Kasteellaan                                         | Helmond (Centrum)     | brons                          | Jan en z'n Maat                 |
| 2004        | Napels                                             | Klaas Gubbels                     | Kasteelplein, tuin Kasteel Helmond                  | Helmond (Centrum)     | Cortenstaal                    | Napels                          |
| 2004        | Dubachbank                                         | Ellen Brouwers                    | Warande park                                        | Helmond               | brons / Cortenstaal            | Dubachbank                      |
| 2005        | Bouwen aan de Poort van Succes                     | Willem van der Velden             | Engelseweg / Lage Dijk                              | Helmond               | brons                          | Bouwen aan de poort van succes  |
| 2005        | The giving Child                                   | Willem van der Velden             | De Plaetse                                          | Helmond (Brandevoort) | brons                          | The Giving Child                |
| 2005        | Onderweg naar Water                                | Peter Erftemeijer                 | Veestraat                                           | Helmond (Centrum)     | brons                          | Onderweg naar Water             |
| 2005        | De Waterman                                        | Saskia Pfaeltzer                  | Frans-Joseph van Thielpark / Boscotondeplein        | Helmond (Centrum)     | brons                          | De Waterman                     |
| 2005        | Just Married                                       | Pépé Grégoire                     | Kerkstraat                                          | Helmond (Centrum)     | brons                          | Just Married                    |
| 2006        | Alphonse Stallaert (buste)                         | Trudie Broos                      | Watermolenwal, Geukerspark                          | Helmond (Centrum)     | brons                          | Alphonse Stallaert              |
| 2006        | Goddess of Flying                                  | Ondrej Zimka                      | Kasteelplein, tuin Kasteel Helmond                  | Helmond (Centrum)     | brons                          | Goddess of Flying               |
| 2006        | Plaquette der Erekeien                             | Willem van der Velden             | Markt                                               | Helmond (Centrum)     | brons                          | Plaquette der Erekeien          |
| 2006        | Verticale                                          | Milan Lukáč                       | Kasteelplein, tuin Kasteel Helmond                  | Helmond (Centrum)     | brons / staal                  | Verticale                       |
| 2006        | Overpeinzen                                        | Willem van der Velden             | Veestraat                                           | Helmond (Centrum)     | brons                          | Overpeinzen                     |
| 2006        | Mies van der Burgt                                 | Toon Grassens                     | Dorpsstraat                                         | Helmond (Stiphout)    | brons                          | Trommelslager                   |
| 2006        | Matthijs Vermeulen (buste)                         | Trudie Broos                      | Watermolenwal, Geukerspark                          | Helmond (Centrum)     | brons                          | Matthijs Vermeulen              |
| 2006        | Absorbed                                           | Rob Krier                         | De Plaetse                                          | Helmond (Brandevoort) | brons                          | Absorbed                        |
| 2006        | Een luisterend Oor                                 | Willem van der Velden             | Oude Aa                                             | Helmond (Centrum)     | brons                          | Een luisterend Oor              |
| < 2006      | Sint-Lambertus                                     |                                   | Lambertushof                                        | Helmond (Centrum)     |                                | Sint-Lambertus Lambertushof     |
| 2007        | Allen voor Één                                     | Bea van Dorpe                     | Frans Joseph van Thielpark / Stadskantoor           | Helmond (Centrum)     | keramiek                       | Allen voor Eén                  |
| 2007        | Muze                                               | Marti de Greef                    | Markt                                               | Helmond (Centrum)     | brons                          | Muze                            |
| 2007        | {sculptuur)                                        |                                   | Deurneseweg / De Kempel                             | Helmond (Brouwhuis)   | cortenstaal / brons            |                                 |
| 2007        | Voortgang                                          | Hans van Eerd                     | Warande park                                        | Helmond               | brons / Cortenstaal            | Voortgang                       |
| 2007        | Door taaiheid en lenigheid aan Eeuwigheid ontrukt! | Harry van Beek                    | Havenplein                                          | Helmond (Centrum)     | brons en steen                 |                                 |
| 2008        | Attitude                                           | Marti de Greef                    | Kerkstraat                                          | Helmond (Centrum)     | brons                          | Attitude                        |
| 2008?       | Beer met Jong                                      | Evert den Hartog                  | Prins Karelstraat / Hermelijnstraat                 | Helmond               | brons                          | Beer met jong                   |
| 2008        | Liggend Masker                                     | Pépé Grégoire                     | Smalle Haven                                        | Helmond (Centrum)     | brons                          | Liggend Masker                  |
| 2008        | Op hoge Hakken                                     | Klaas Gubbels                     | Kasteelplein, tuin Kasteel Helmond                  | Helmond (Centrum)     | Cortenstaal                    | Op hoge Hakken                  |
|             | Everzwijn                                          | Evert den Hartog                  | Marmotstraat                                        | Helmond               | brons                          | Everzwijn                       |
| 2009        | De Aandacht                                        | Tjikkie Kreuger                   | Bij Ziekenhuis                                      | Helmond               | brons                          | De Aandacht                     |
| 2009        | Beschermheer en Vrouw                              | Willem van der Velden             | Dorpsstraat                                         | Helmond (Stiphout)    | brons                          | Beschermheer en vrouw           |
| 2009        | Fontein                                            | Henk Visch                        | Tolpost                                             | Helmond               | aluminium                      | Fontein                         |
| 2009        | Groot Paard                                        | Gerard Engels                     | Noord Koninginnewal                                 | Helmond (Centrum)     | brons                          | Groot Paard                     |
| 2009        | Speelbeest                                         | Hans van Eerd                     | Warande park                                        | Helmond               | brons                          | Speelbeest                      |
| 2009 / 2010 | Wandsculptuur                                      | Willem van der Velden             | Gasthuisstraat                                      | Helmond (Stiphout)    | staal                          | Muurdecoratie                   |
| 2010        | De drie Gratiën                                    | Marti de Greef                    | Zuid Koninginnewal                                  | Helmond (Centrum)     | brons                          | De drie Gratien                 |
|             | Dubbel Paard                                       | Gerard Engels                     | Veestraat                                           | Helmond (Centrum)     | brons                          | Dubbel Paard                    |
| 2010        | Met de Muziek mee                                  | Willem van der Velden             | Nachtegaallaan                                      | Helmond (Noord)       | Cortenstaal                    | Met de Muziek mee               |
| 2010        | MH Mierlo-Hout                                     |                                   | Rotonde De Barrier                                  | Helmond (Mierlo-Hout) | staal                          | MH                              |
| 2010        | De Schaar                                          | Thijs van Manakker                | Tussen Kastmolen en Paltrokmolen                    | Helmond (Mierlo-Hout) | staal                          | De Schaar                       |
| 2011?       | Gitaar en Luitspelers(1971)                        | Peter Kusters                     | Dahliastraat                                        | Helmond (Oost)        | polyester                      | Gitaar en Luitspelers           |
| 2011        | Shair                                              | Tom van Sleeuwen                  | De Middenloop / park                                | Helmond (Brouwhuis)   | staal                          | Shair                           |
| 2011        | Boom van Respect                                   | Tom van Sleeuwen                  | Arbergstraat                                        | Helmond (West)        | staal                          | Boom van respect                |
| 2012        | Fierljeppen                                        | Willem van der Velden             | Brandevoortse Dreef                                 | Helmond (Brandevoort) | staal                          | Fierljeppen                     |
| 2013        | Koning Willem-Alexander (buste)                    | Willem van der Velden             | Frans Joseph van Thielpark (Stadskantoor raadszaal) | Helmond (Centrum)     | koper                          | Willem Alexander                |
| 2013        | Overbrugging                                       | Petry Claassen / Jos van der Donk | Dierdonklaan                                        | Helmond (Dierdonk)    | brons                          | Overbrugging                    |
| 2013        | Lightspace                                         | Rob Sweere                        | De Kegelbaan                                        | Helmond (Centrum)     | staal                          | Lightspace                      |
| 2014        | HELLO Future                                       | Martin en Inge Riebeek            | Stationsplein                                       | Helmond               |                                | HELLO Future                    |
|             | Lente Stier                                        | Evert den Hartog                  | Zangershof                                          | Helmond               | brons                          | Lente stier                     |
| 2014?       | Poema                                              | Evert den Hartog                  | Hindestraat                                         | Helmond               | brons                          | Poema                           |
| 2014        | Vader, Moeder en Kind Moluks monument              | Nelly Sikteoeboen                 | Tjerk Hiddestraat                                   | Helmond (Oost)        | Serpentijnsteen                | Moluks Monument                 |
| 2014        | Het Bumke                                          | Jos van den Reek                  | Wederhof                                            | Helmond (Rijpelberg)  | staal                          | Het Bumke                       |
| 2014        | Weverslabyrint                                     | Mario Kuijpers / André van Veghel | Weverspark                                          | Helmond               | steen / staal                  | Weverslabyrint                  |
| 2015        | RVS01                                              | Teo Baehler                       | Kanaaldijk NW                                       | Helmond               | rvs                            | RVS01                           |
| 2015        | Spons en Kram(1986)                                | Jos Boetzkes                      | Klaproosplein                                       | Helmond               | steen wit kristallino          | Spons en Kram                   |
| 2015        | Jan Baloys                                         | Willem van der Velden             | Dorpsstraat                                         | Helmond (Stiphout)    | brons / staal                  | Jan Baloys                      |
| 2015        | De Verbinding                                      | Biek van Bree / Arno Oberendorff  | Palladio / Hoogeindsestraat                         | Helmond (Centrum)     | Cortenstaal                    | De Verbinding                   |
| 2016        | Spekzullekesmonument                               | Wilbert Kweens                    | Deurneseweg                                         | Helmond               | staal                          | Spekzullekesmonument            |
| 2018        | Bijsterveld                                        | Petry Claassen                    | Bijsterveld                                         | Helmond               | brons                          | Bijsterveld                     |
| 2018        | Meisje met Vogel                                   | Petry Claassen                    | Waterleliesingel / Zwanebloemsingel                 | Helmond (Dierdonk)    | brons                          | Meisje met vogel                |
|             | Bizon                                              | Jos Dirix                         | Bij ziekenhuis (binnentuin)                         | Helmond               | brons                          | Bizon                           |
|             | Uitzicht I                                         | Hans Baten                        | Havenweg                                            | Helmond (Centrum)     | chamotte                       | Uitzicht1                       |
| 2019        | Grote in between                                   | Rieke van der Stoep               | Eisenhowerlaan                                      | Helmond               |                                | Grote in between                |
|             | Italiaanse Bloementuin 2.0                         | Irene Fortuyn                     | Kasteellaan (Onder de Traverse)                     | Helmond (Centrum)     | graniet / keramiek             | 1van4 · 2van4 · 3van4 · 4van4   |
|             | Shiseido                                           | Miroslav Stransky                 | De Kegelbaan                                        | Helmond (Centrum)     | brons                          | Shiseido                        |
| 2020        | Gastheer Geukerspark                               | Marieke Vromans                   | Havenweg, park                                      | Helmond (Centrum)     | staal / rvs                    |                                 |
| 2021        | Bert Kuijpers                                      | Willem van der Velden             | Kasteel-Traverse / Speelhuisplein                   | Helmond (Centrum)     | staal                          | Bert Kuijpers                   |
| 2021        | Lucas Gassel (buste)                               | Trudie Broos                      | Watermolenwal, Burg.Geukerspark                     | Helmond (Centrum)     |                                | Lucas Gassel                    |
| 2021 ?      | Lucas Gassel (buste)                               | Leo van Kraaij                    | Lambertushof                                        | Helmond (Centrum)     | keramiek                       | Lucas Gassel                    |
| 2022        | De Houtvonken 1995-2017                            | Juul Baltussen                    | Hoofdstraat                                         | Helmond (Mierlo-Hout) | metaal                         | Houtvonken                      |
| 2023        | De Morrisdanser 1935-2022                          | Leo van Kraaij                    | Kasteelplein                                        | Helmond (Centrum)     |                                | Morrisdanser                    |
| 2024        | Indisch-Moluks monument                            | Frank Sobat en Nelly Sikteoeboen  | Warande park                                        | Helmond               | cortenstaal                    | Indisch-Moluks monument         |
| 2024        | Technototem(1964)                                  | Frans Jacobs                      | Kijkduinstraat                                      | Helmond               | brons                          | Technototum                     |